# Fenêtre à effet pariétodynamique
 (juin 2019).
- Si vous ne connaissez pas le sujet, laissez ce bandeau (vous pouvez alors contacter les auteurs).
- Si vous supprimez le contenu mis en cause (vous pouvez préalablement contacter les auteurs),

argumentez précisément cette suppression dans la page de discussion
(un manque de référence n'est pas un argument ; une recherche réelle de référence doit avoir été effectuée, être formellement documentée).
 (juin 2019).
 (juin 2019).
La fenêtre à effet pariétodynamique est un concept inventé en 1983 par le Polytechnicien Thermicien Jacques Piazaud.
À l’image du mur Trombe, les menuiseries utilisent l'effet pariétodynamique pour réduire les déperditions thermiques des parois et optimiser la captation d’énergie solaire grâce à l’effet de serre.
Les premières fenêtres pariétodynamiques ont été fabriquées dans les années 1980 et ont équipé environ 2 500 logements jusqu'aux années 1990. Le retour d’expérience sur ces logements a été positif : amélioration sensible des performances thermiques et acoustiques par rapport à des fenêtres doubles vitrages. En revanche, au regard du coût faible de l’énergie dans les années 1980 et du surcoût de conception des premières versions, les premières fenêtres pariétodynamiques ont rencontré un succès mitigé.
Le concept d'ouvrant pariétodynamique a été repris en 2010 par le Groupe Ridoret, fabricant de menuiseries basé à La Rochelle.

## Principe de fonctionnement d'une fenêtre pariétodynamique
Il est nécessaire de renouveler l’air d’un bâtiment pour assurer une bonne qualité d’air. Dans les logements, l’air vicié est extrait dans les pièces humides (Salle de bain, toilette, cuisine, etc.) et l’air neuf est apporté dans les pièces sèches (salon, chambre, etc.). En général, des entrées d’air sont installées dans la partie haute des menuiseries. Ce type de produit n’est donc compatible qu'avec les bâtiments équipés de VMC simple flux ou de ventilation naturelle assistée. Les menuiseries pariétodynamiques sont incompatibles avec un système de VMC double flux.
Le principe est de faire circuler l'air de ventilation, avant qu’il n’entre dans le bâtiment, à l’intérieur d'un vitrage constitué de trois verres simples . Ainsi, l'air entre en partie haute de la menuiserie, descend dans la première lame d'air, passe sous le verre central avant de remonter dans la deuxième lame d'air et d'entrer dans le bâtiment. Cette circulation d'air permet à l'air entrant d'être préchauffé en hiver grâce à deux phénomènes :
Le premier phénomène est la récupération d'énergie sur la déperdition thermique de la fenêtre.
Le flux d’air permet de capter et de réinjecter dans le bâtiment une partie du flux de chaleur orienté vers l’extérieur. Cela améliore sensiblement la performance thermique de la fenêtre en réduisant ses pertes thermiques.
Le deuxième phénomène est la récupération d'énergie solaire.
Le flux d’air permet de mieux exploiter l’effet de serre créé entre les verres. Les verres sont chauffés grâce au soleil et tel un échangeur thermique à plaque, l’air se réchauffe au contact de ces verres.
Aussi, contrairement aux menuiseries classiques avec une grille de ventilation directement connectée sur l’extérieur, le confort est amélioré, car l’air est réchauffé avant d’entrer dans le bâtiment et la sensation de courant d’air froid est atténuée.

### Performance thermique
Cette conception améliore fortement deux points clés d’une menuiserie, :
1. Sa capacité isolante, par une réduction des déperditions thermiques (faible coefficient de transmission thermique Uw, Uw < 0,5 W/(m2.K)[7]).
2. Sa capacité à capter les apports solaires (augmentation du Sw, Sw > 0,6[8])

Les performances varient sensiblement en fonction du débit d'air circulant dans les lames d'air et de la composition des verres utilisés.

### Performanceacoustique
L'air circulant de façon indirecte entre l'intérieur et l'extérieur du bâtiment, une fenêtre pariétodynamique permet d’améliorer le confort acoustique. En effet, contrairement à une entrée d’air classique où le bruit extérieur entre directement dans la pièce, il est fortement atténué dans les deux lames d’air qu’il doit parcourir pour traverser la menuiserie (effet piège à son).

## Typologie des bâtiments
Ces menuiseries peuvent se poser tant en neuf qu’en rénovation. Ce système couplé à une VMC simple flux peut apporter le même niveau de performance thermique qu’un système avec VMC double flux.
En général, la pose de ces menuiseries est similaire à une menuiserie classique car le dormant est identique à celui d'une menuiserie classique.

### Matériaux
Les menuiseries pariétodynamiques existent dans différents matériaux, aluminium, bois, mixte bois aluminium ou PVC.

### Entretien
Dans la mesure où l’air circule en permanence, l’empoussièrement entre les verres est marginal. Les faces internes du vitrage ne nécessitent en moyenne qu’un nettoyage tous les un à deux ans. Selon les conceptions, il est possible d’accéder aux différentes faces internes du vitrage, permettant d'effectuer facilement le nettoyage.

## Valorisation réglementaire
En France, cette menuiserie est valorisée dans la RT 2012 (réglementation thermique 2012), ainsi que dans la réglementation thermique pour les bâtiments existants. Les fenêtres pariétodynamiques disposent, depuis 2015, de deux Titres V ( NOR : ETLL1528814A NOR : ETLL1528813A)